# Галахов, Никита Корнеевич
Никита Корнеевич Галахов (1864—1912) — русский механик, изобретатель эллиптических полушарнирных рессор для железнодорожных вагонов.

## Биография
Родился в 1864 году в крестьянской семье в селе Галахово Ржевского уезда Тверской губернии.
После окончания церковно-приходской школы поступил в техническое училище города Череповца, которое окончил в 1886 году, получив звание паровозного механика. С 1900 года работал в тамбовских вагоноремонтных мастерских — сначала чертёжником, потом старшим техником.
Был участником революционного движения, в частности революции 1905—1907 годов, был арестован в декабре 1905 года. Освободившись, с 1906 года Никита Галахов начал работать над улучшением конструкции вагонной техники, в частности рессор. Его старания привели к созданию в 1909 году принципиально нового типа рессор — полушарнирно-эллиптического, которые вытеснили все ранее существовавшие конструкции рессор железнодорожных вагонов, получив широкое распространение как в нашей стране, так и за рубежом. Патент на изобретение Галахов получил через два года, в 1911 году.
Первые испытания рессор Галахова проводились в Тамбовской губернии на перегоне Тамбов-Кирсанов-Тамбов. Рессора системы Галахова хорошо зарекомендовала себя в эксплуатации, постепенно вытеснив другие конструкции эллиптических рессор из тележек пассажирских вагонов и используется до настоящего времени.
Умер в 1912 году после тяжёлой болезни. Был похоронен на Петропавловском кладбище Тамбова, его могила сохранилась до настоящего времени.
Н. К. Галахов был автором нескольких работ, среди которых:
- «Улучшение хода вагонов и полушарнирные рессоры». // Саратов, 1909.
- «Вагонные рессоры». // Вестник общества технологов. — 1909.

## Память
- В Тамбове на одном из домов в районе железнодорожного вокзала находится мемориальная доска памяти изобретателя.
- О нём есть материалы в областном краеведческом музее, а чертежи изобретённой им рессоры находятся в музее Тамбовского вагоноремонтного завода.
- Данные о Галахове включены в «Тамбовскую энциклопедию» (Тамбов, 2004).
- О доме Н. К. Галахова на Паровозной улице говорится в «Материалах Свода памятников истории и культуры РСФСР. Тамбовская область» (Москва, 1979).